# 辩证法
辩证法（英語：dialectics，羅馬化：dialektikḗ；与对话相关，也译作辩证术、辩证方法），是一种化解不同意见的哲学论证方法， 是一个解决涉及对立双方之间的矛盾过程。古希臘的辩证法，涉及在两个或更多对一个主题持不同看法的人之间的对话，目的是通过这种有充分理由的对话建立起对事物真理的认知。它自古以来就在印度与欧洲哲学佔有中心地位。此詞彙應用於多種不同領域，包括哲學、自然科學與史學。
辩证法源自於古希臘的邏輯辯證過程，并因柏拉图对苏格拉底对话录的记载而为人所熟知。苏格拉底认为真理才是最重要的，惟有基於理性（类似于逻辑，而不是感情），才是说服别人以及发现真理的正确方法，并且，是一个人行为的决定性因素。他认为真理能够在讨论所使用的推理和逻辑中被发现。
古希臘的辯證法以問答進行，源出希腊语“dialego”，意为谈话、论战的技艺，指一种逻辑论证的形式。现在用于包括思维、自然和历史三个领域中的一种哲学进化的概念。
在德國觀念論中，黑格爾認爲康德在未經反思的情況下就使用了形式邏輯，他試圖給出形式邏輯合理性的説明。黑格爾提出，可以通過辯證邏輯考察觀念如何自我規定，揭示自身内在如何恰當構思，從而顯示出形式邏輯的合理性。黑格爾的辯證法不是不同於形式邏輯的另一種邏輯，而是形式邏輯合理性的保障。
蘇聯和中華人民共和國等國家的官方意識形態不同於一般哲學學界，其獨特的理論框架認爲辯證法存在三種基本形式：苏格拉底反诘法，以黑格尔为代表的唯心辩证法和马克思主义的唯物辩证法。马克思主义的辩证法的核心，来源于黑格爾的辩证法。毛澤東改寫恩格斯手稿《自然辯證法》，將馬克思主義辯證法概括爲對立統一規律、量變質變規律、否定之否定三大規律。他還稱，辩证法是和形而上学相对立的一种世界观和方法论，但存在不同的看法。中華人民共和國官方意識形態的辯證法與黑格爾辯證法有較大區別，讀者應當注意區分語境。很多批評者認爲，這種含糊不清的辯證法被用來為官方種種不合理的政策辯解。

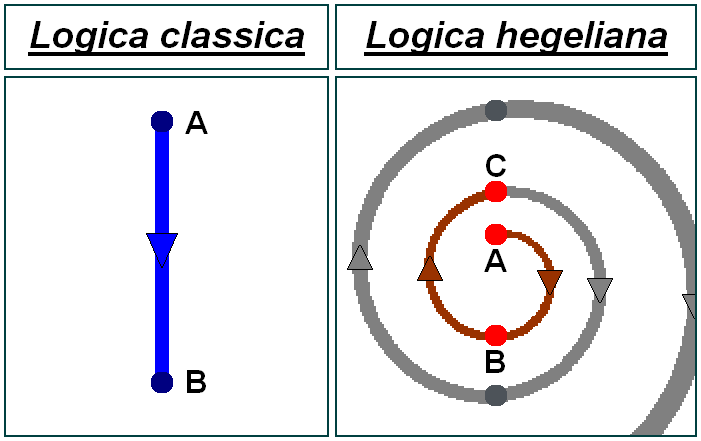
左圖為單線式邏輯，右圖為辯證式邏輯

辩证与辩论、修辭或诡辩（sophism）不同，在辩论中，辩论者堅持自己的看法论点，并且以赢得辩论为目的。辩论者要么驳倒他们的对手，证明他们自身推理的正确；要么证明他们对手的推理的错误。因此，在辩论中需要有裁判或评判团来判定何方胜利；在修辭中，使用修辭的人通过喻理（logos）、喻德（ethos）与喻情（pathos）的方式来说服閱聽者，使他们相信其說法；在诡辩中，往往是以欺骗为目的，在论证中故意引入违背逻辑的谬论（fallacy)，做出有欺骗性的表面正确实质上是错误的推理和论证。

## 西方哲學中的辯證法
在西方哲学中，辩证法（dialectic）有許多不同的含義。

### 古典時期
古典希臘時期的哲学中，辩证法（διαλεκτική）是以許多的對話（dialogue）形成的，其中包括論證（argument）、反面論證（counter-argument）、主張的命題（advocating proposition, theses）以及反對的命題（counter-propositions, antithesis）。對話的結果可是對相關命題的辯駁或是整合，也有可能合併了反對的命題，或是針對對話進行的質性改進。
辩证法一詞的影響也是和其在古典希臘時期（公元前五至四世紀），苏格拉底及柏拉图哲學中的作用而來。亚里士多德說「辩证法」一詞是由前苏格拉底哲學家埃利亚的芝诺所發明，而柏拉图的對話錄也是苏格拉底辩证法的例子。
不論依照伊曼努尔·康德所述，古希臘的dialectic只是表示假象或是外表相似的邏輯。對古希臘人而言：「這些只是幻想的邏輯，此外什麼都不是。」

#### 蘇格拉底法
蘇格拉底式對話（Socratic dialogues）也稱為蘇格拉底反詰法，是一種特殊的辯證方式，用一連串的問題針對一個模糊的信念作更準確的敘述，找出敘述的邏輯結果，以及其中的矛盾。蘇格拉底式對話經常是有破壞性的，因為會顯露出信念的錯誤，只有在所發現的事物可以進一步的探究真理時，蘇格拉底式對話才有建設性。偵測到錯誤也不算是證明了反對命題。就像對一個詞的定義造成的矛盾無法提供正確的定義。蘇格拉底式對話的主要目的是讓談話者避免沒有識別到的錯誤，或是教導他們探究的精髓，進而提昇談話者的心智。
例如，在《尤西弗羅篇》裡，蘇格拉底要尤西弗羅（Euthyphro）為「虔誠」下一個定義。尤西弗羅認為虔誠是神明所喜愛的特質。不過蘇格拉底和尤西弗羅也都承認，神明之間會爭吵，就像人類的爭吵一樣，其爭吵的原因是因為所愛或所恨的對象。因此，蘇格拉底認為，一定有些特質是某些神明所愛，某些神明所恨的。尤西弗羅也承認這點。蘇格拉底的結論是：若尤西弗羅是對的，一定有某些特質是又虔誠又不虔誠的（某些神所愛的，但也是某些神所恨的）。尤西弗羅承認這很荒謬。因此他透過蘇格拉底式對話知道，他對虔誠的定義還不夠好。

#### 柏拉圖
柏拉圖對辩证法有另外一種詮釋，寫在《理想國》中，此作法是對話性的，也是直觀的。在柏拉圖主義以及新柏拉圖主義中，辩证法都具有本體論和形而上學上的作用，讓智慧從合理的變成明白易懂的，從一個概念到另一個概念，直到最後掌握了至高觀念-第一原則，這也就是一切的起源。因此，哲學家最後成為了「辩证者」。以這個概念來看，辩证是探究的過程，消除了通到第一定理過程中的假設（Republic, VII, 533 c-d），慢慢的接受了多元化的統一性。西蒙·布萊克本寫到，以這個定義來看，辩证法是用來瞭解「啟蒙的整個過程，其中哲學家被教育，達到至善的知識。」

#### 亞里斯多德
亞里斯多德強調修辭學和辩证法有緊密的關係，他提出了許多原因來說明兩者的相關性。首先，修辭學是辩证法的「對立面」（Rhet. I.1, 1354a1），再來，修辭學也可以說是辩证法以及文字研究的「外展」（paraphues ti）（Rhet. I.2, 1356a25f）。最後，亞里斯多德提到：修辭學是辩证法的一部份，也像辩证法（Rhet. I.2, 1356a30f.）。在說修辭學是辩证法的「對立面」時，亞里斯多德顯然的是指帕拉圖的《戈爾吉亞斯》（464bff.）。在帕拉圖的敘述中，他用了antistrophos這個字來表達兩者的類比。很有可能亞里斯多德也是要表達一種類比：辩证法是為了（公開的，或是學術上的）支持某論點或是反對某論點所進行的實務，而修辭學是（在公開場合）保衛自身立場，駁斥對方的實務。辩证法的類比對於修辭學的定位有很大的意義。帕拉圖在的《戈爾吉亞斯》中提到：修辭學不可能是種藝術，因為它和明確的主題沒有關係，真實的藝術是由特定的主題所定義，例如醫藥或是製鞋是由其產品（健康或是鞋）所定義。

### 中古時期哲學
邏輯（其中應該包括了辩证法）是中世紀大學所教授的三艺之一，另外二項是修辞学和语法。
第一個中世紀研究辩证法的哲學家是波爱修斯（480–524），主要是以亚里士多德學說為基礎。在他之後，許多學術派的哲學家也在其著作中用到辩证法，例如皮埃尔·阿伯拉尔、舍伍德的威廉、伽兰德·康普提斯塔、沃尔特·伯利、Roger Swyneshed、奥卡姆的威廉及托马斯·阿奎那。
這個時期辩证法的形式如下：
1. 確定問題（要問的是……）
2. 此問題臨時的答案（看起來是……）
3. 臨時的答案的主要論點
4. 反對臨時答案的論點，典型作法是來自權威者的一個論點（相反的……）
5. 在評估證據後，對問題的回答（我的回答是……）
6. 有關反對的回覆（有關第一個論點，第二個論點，我的回應是……）

### 现代哲學

#### 黑格尔辩证法
黑格尔在他的《哲学科学百科全书》的第一部分中对他的辩证方法进行了最广泛的概括说明。 黑格尔辩证法通常按海因里希·莫里茨·查利鲍斯叙述以三重方式 ，表述为包括三个辩证发展阶段：正题，引起其反应； 反题，与正题相矛盾或否定； 合题，两者之间的紧张关系通过综合解决。 用更简单的术语来说，可以这样考虑：问题→反应→解决方案。虽然这个模型经常以黑格尔的名字命名，但他从未使用过这种特定的表述。 
另一方面，黑格尔确实使用了与“反题模型”(antithesis model)非常相似的“三值逻辑模型”，但黑格尔最常用的术语是：“抽象-否定-具体”(Abstract-Negative-Concrete)。黑格尔他的许多作中,使用这种写作模式作为主干来阐述着他的观点。
 对黑格尔来说，具有具体性、综合性、绝对性的真理，在走向完成的过程中，总是必须经过否定的阶段，这就是中介阶段。 这就是通常所说的黑格尔辩证法的本质。 
为了描述克服否定的活动，黑格尔还经常使用“Aufhebung”这个词（在英文中翻译为“sublation”或“overcoming”）， 对应中文术语是“扬弃”，来构想辩证法的运作。粗略地说，该术语表示保留想法、事物、社会等的有用部分，同时超越其局限性。 
黑格尔指出，辩证法的目的是“研究事物自身的存在和运动，从而证明理解的部分范畴的有限性。”
黑格尔主义是黑格尔的哲学，可以用“唯有理性才是实在的”这句格言来概括，这意味着一切实在都可以用理性的范畴来表达。 他的目标是在绝对唯心主义体系内将现实还原为一个更加综合的统一体。
黑格尔把辩证法运用到其唯心主义，创立辩证的唯心主义

#### 马克思主义辩证法
马克思主义辩证法, 又称为唯物辩证法 ，是由马克思首先系统性整理及批判性改革费尔巴哈的唯物主义和黑格尔辩证法等的哲学体系所逐步成形成。其辩证法部分主要来源于黑格尔辩证法。 
唯物辩证法的基本规律有三条，即对立统一规律、质量互变规律、和否定之否定规律。关于这三条基本规律的内在关系，一般认为：对立统一规律揭示了事物发展的源泉和动力、质量互变规律揭示了事物发展的状态、否定之否定规律揭示了事物发展的趋势和道路。很多人主张唯物辩证法的最基本规律只有一条，即对立统一规律；毛泽东曾指出：“对立统一规律是唯物辩证法的实质和核心”。 
马克思和恩格斯则使用了唯物主义的原理，认为辩证法则是客观事物发展和变化的内在规律，并应用于他们对社会和经济过程所作的解释中。在马克思主义的哲学体系中，辩证法被认为是和形而上学相对立的世界观和方法论，是关于普遍联系和永恒发展的学说和理论——它把世界理解和描绘为普遍联系的整体和永恒发展的过程，把发展理解为“事物自身固有的各种矛盾，在外部因素的影响下，变化的结果”，即内因决定、外因影响（促进或延缓）。

#### 自然辩证法
恩格斯的《自然辩证法》一书， 被认为开创了自然辩证法研究领域， 以当时自然科学的成果阐述和论证了他和马克思共同创立的唯物辩证法的基本原理和重要范畴，并奠定了马克思主义自然观和自然科学观的理论基础。
在中国把科学技术哲学称之为自然辩证法。其研究领域，开始是自然观、科学方法论和各门科学的哲学问题，后来我们又认为人工自然，即人类实践活动创造的技术、工业、农业，也应成为自然辩证法研究的对象，不断吸收西方科学哲学、技术哲学和科学社会学研究的成果。西方的科学哲学、德国的技术哲学也成为自然辩证法的研究领域。
有关恩格斯的《自然辩证法》一书的意义，爱因斯坦曾经有过评价。 1928年，爱德华·伯恩斯坦曾让爱因斯坦阅读了恩格斯的《自然辩证法》遗作手稿， 爱因斯坦阅读完毕后曾做出这样的评价：“爱德华·伯恩斯坦先生把恩格斯的一部关于自然科学内容的手稿交给我，托付我发表意见，看这部手稿是否应该付印。我的意见如下：要是这部手稿出自一位并非作为一个历史人物而引人注意的作者，那么我就不会建议把它付印，因为不论从当代物理学的观点来看，还是从物理学史方面来说，这部手稿的内容都无足轻重。可是，我可以这样设想：如果考虑到这部著作对于阐明恩格斯的思想的意义是一个有趣的文献，那是可以出版的。”“爱德华·伯恩斯坦送来全部手稿要我出主意，我的评价是对全部手稿而说的。我坚信，要是恩格斯本人能够看到，在这样长久的时间之后，他的这个谨慎的尝试竟被认为具有如此巨大的重要性，他会觉得好笑。”

## 批评
《斯坦福哲学百科全书》黑格尔辩证法条目中提到：黑格尔辩证法拒绝无矛盾律， 不属于经典逻辑。由于辩证法拒绝矛盾律， 其辩证法被一些学者认为不合逻辑甚至“荒谬”。卡尔·波普尔一再抨击辩证法。 1937年，他撰写并发表了一篇题为“什么是辩证法？”的论文。他在其中抨击辩证方法愿意“容忍矛盾”。波普尔用这样的话总结了这篇文章：“辩证法的整个发展应该是对哲学体系建设中固有危险的警告。它应该提醒我们，哲学不应该成为任何类型科学体系的基础，哲学家的主张应该更加谦虚些。他们可以非常有用地完成的一项任务是,研究科学的批判性方法”（第 335 页）。 
卡尔·波普尔认为，接受黑格尔和其他辩证法家拒绝将无矛盾律作为逻辑理论和一般世界理论的一部分“将意味着科学的彻底崩溃”。 因为，根据今天的符号逻辑系统，按辩证法(矛盾的真理逻辑)，可以导致任何命题（任何命题都可以从逻辑上从两个相互矛盾的命题中推断出来， 见：爆炸原理），如果我们允许矛盾的命题一起有效或正确，那么我们 没有理由排除任何命题(, Chapter 4)。
科学哲学家、物理学家马里奥·邦格一再批评黑格尔和马克思的辩证法，称它们“模糊且远离科学” ，是黑格尔留下的“灾难性遗产”。邦格指出，马克思主义辩证法的核心概念（如“矛盾”“对立”）都没有精确的定义，三条核心“辩证法规律”（对立统一、量质互变、否定之否定）都说不通，且与现代科学不符。他还指出，马克思主义把形式逻辑视为辩证逻辑的静态特例，但辩证逻辑其实是本体论/形而上学，由于本体论/形而上学关注物质事物而逻辑学关注概念事物，两者的指称项都不一样，所以不可能一个是另一个的特例，把形式逻辑视为辩证逻辑的特例，这说明马克思主义辩证法是唯心主义而非唯物主义。他总结道：“辩证法的所谓规律，比如恩格斯的《自然辩证法》《反杜林论》和列宁的《唯物主义和经验批判主义》《哲学笔记》表述的那些，在其可理解的限度内为假。”

### 不违反无矛盾律的看法
也有观点认为，辩证法家的主要共识是辩证法不违反逻辑的无矛盾律，尽管已经尝试拒绝无矛盾律的次协调逻辑来研究辩证法。

## 形式化
自20世纪后期以来，欧美逻辑学家试图通过形式化为辩证法提供数学基础，尽管逻辑自古以来就与辩证法有关:201–372。
普里斯特论证辩证法与双面真理论之间有密切的联系。 对于辩证法，普里斯特着重于黑格尔和马克思的用法。
在经典逻辑中，从矛盾中可以推导出任何东西；这叫做ex contradictione quodlibet（ECQ），也叫做爆炸原理。次协调逻辑， 拒绝无矛盾律，并且是ECQ不成立的逻辑系统。 双面真理论是次协调逻辑中的一种，是认为存在真正矛盾的哲学立场。 双面真理论在逻辑上特别有趣，因为它挑战了经典逻辑的正统性, 尽管经典逻辑甚至在今天仍然占据主导地位。
中国的逻辑学家也进行了有关研究， 涉及利用次协调逻辑，多值逻辑和相干逻辑 。

## 辩证法与诡辩术的区分
辩证法与诡辩术（Sophistry）有相似和不同之处。
相似处：
1. 辩证法，针对已经给出的论证，从普遍接受前提出发的，推理出与已给定论的矛盾[1]。诡辩术也是如此[50]。

不同之处：
1. 诡辩术在主观方面以欺骗为目的[51] ，客观上在论证中故意引入违背逻辑的谬论[52]，做出有欺骗性的似是而非的推理和论证。而辩证法主观方面没有以欺骗为目的，客观上尽力避免违背逻辑的谬论。
2. 辩证法的功能超出经典逻辑和科学，而诡辩则违反了经典逻辑或科学其中的某一个。 换句话说，辩证法所揭示的东西是对经典逻辑和科学的补充，因此辩证法的表现不应该违反经典逻辑或与科学相矛盾，而诡辩论证中则含有谬论，违反经典逻辑或某种科学(或形而上学)原则[49]。

辩证法这个名称被误用的情况，甚至将诡辩装扮成辩证法的情况， 在生活中无处不在。以至于有时有关社群会觉得这些诡辩是辩证法，人们公正和正义感因此被侵蚀，没有意识到这种做法帶来的负面影响
。
苏格拉底反对诡辩者，反对他们把雄辩当做一种艺术和有感染力的演说，不需要逻辑也不需要证明的教导。柏拉图曾多次指责诡辩家们爲“恶人”。他们中很多为了自己利益而不遵从清晰原则。他们欲以授业来赚钱，看重特权及名声，善于修辞。 诡辩家认为"才能"（arete）是最重要的，也是一个人一生行为的决定性因素。他们认为，在演说言辞中的艺术品质能够表明一个人的才能高低。演说被认为是一种艺术形式，它通过精彩的演讲来取悦并且感染听众。尽管如此，诡辩者仍然教导他们的学生要用各种方法来寻求才能，而不仅仅只是在演说中。亚里士多德在《辨谬篇》的第二章提到：“诡辩者的艺术式只有智慧的表象，没有真实的智慧，诡辩者是通过看起来有智慧但不真有智慧的方式来赚钱的人”。亚里士多德对诡辩家的看法同样受到了柏拉图的影响。他将這些人别具一格的理念形容为徒有其表且只为谋取财富的。亚里士多德对诡辩家的看法成为后世对他們评价的决定性因素。诡辩家的恶名同样还来自于其高额学费。